# 帕日吉

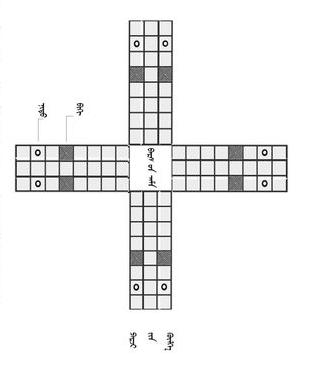
帕日吉棋盤

帕日吉，又音譯帕尔吉、帕爾，蒙古語是貽貝的意思，或稱益布、润布、嘎西帕尼，是那达慕的項目之一，是流傳於蒙古族的十字戲類遊戲，樣式不一，其中一種棋盤與印度十字戲一樣，發音也非常相似。

## 博具
- 棋盤為一個3*3大小區域，代表老營。在其四邊各接一個8*3方格，中间八个方格代表家乡或中心，外側八格畫有X字或卍字則稱為必黑[3]。共96個棋位。

- 以正面磨平灌入蜡的六顆貽貝作擲具。

- 棋子稱為牛或馬，每人兩枚或三枚[1][6]。

## 博
| 貝殼正面數 | 彩名               | 采數 | 獎采                         |
| ---------- | ------------------ | ---- | ---------------------------- |
| 0          | 阿日本郝益爾       | 6    |                              |
| 1          | 益斯               | 25   | 玩家可再來一次，或放子入場。 |
| 2          |                    | 4    |                              |
| 3          |                    | 3    |                              |
| 4          |                    | 4    |                              |
| 5          | 阿日本尼格         | 11   | 玩家可再來一次，或放子入場。 |
| 6          | 查嘎米、六個查格來 | 6    | 玩家可再來一次。             |

## 博法
- 起點與終點為老營。
- 棋子先置於一旁。

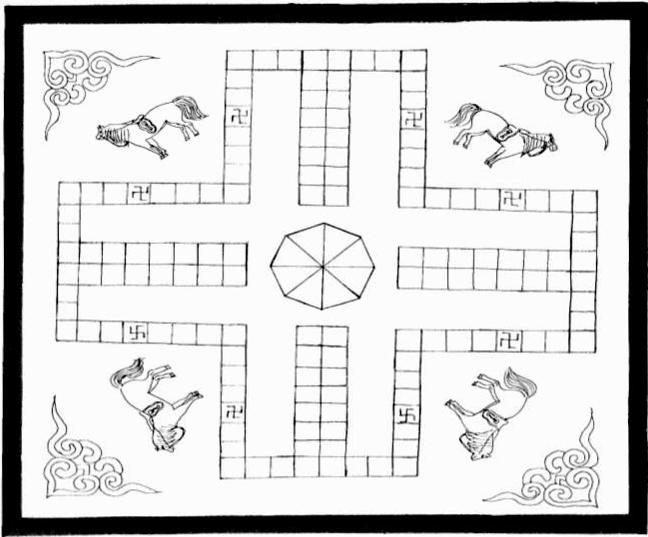
帕爾杰棋盤

- 輪流擲貝殼，依采數移動一枚己棋。需擲出特定的獎采，才能放己棋到老營並立刻以該采數移動。棋子以順時針方向繞最外邊的棋盤格，不經過老營，一週後沿家鄉朝老營前進。途中可穿過任何棋子。若至敵棋處，則將敵棋放回該原有者手中。
  - 獎采若不放子入場，玩家行棋後，也可再擲一次去行棋，稱為那木西克。
- 不能至在必黑或敵方家鄉的敵棋處。

- 以先讓所有己棋走完共83格，返回老營為勝[7][1]。

## 外部連結
- 遊戲影片 （页面存档备份，存于）